# Jūratė
Jūratė ist ein litauischer weiblicher Vorname, abgeleitet von jūra (dt. „See“).

## Namensträger
- Jūratė Agota Čapaitė, Ballettmeisterin und Professorin
- Jūratė Galinaitytė (* 1940), Rechtsanwältin, Kriminologin, Professorin
- Jūratė Juozaitienė (* 1953), Politikerin, Mitglied des Seimas
- Jūratė Kristina Kazickas-Altman (* 1943), amerikanisch-litauische Unternehmerin und Mäzenin
- Jūratė Lazauninkaitė (* 1965), Badmintonspielerin
- Jūratė Matekonienė (* 1945),  Wirtschaftswissenschaftlerin und Politikerin, Mitglied des Seimas
- Jūratė Usonienė (* 1975), Zivilrechtlerin und Professorin
- Jūratė Zailskienė (* 1965), Politikerin, Mitglied des Seimas, Vizebürgermeisterin von Prienai